# Rosalie Riesener
Pour les articles homonymes, voir Riesener.
Rosalie Riesener, dite aussi Rosalie Pillaut, née le 1er mars 1843 à Paris, et morte le 11 juin 1913 à Paris 16e, est une peintre française.

## Biographie
Élève de son père Léon Riesener, Rosalie Riesener expose au Salon en 1865, 1866 et 1877, au Salon des artistes français en 1880 et 1881 et au Salon de la Société nationale des beaux-arts entre 1896 et 1898. Elle expose essentiellement des portraits, notamment au pastel.
Elle fréquente d'autres artistes femmes, comme Berthe Morisot, Mary Cassatt, Marcello ou encore Julia Daudet.
Après son mariage avec le compositeur Léon Pillaut, elle se consacre à son foyer. Sa production reste essentiellement dans le cercle familial.
Plusieurs de ses œuvres sont conservées au château de Saint-Germain-de-Livet.